# Franck Eulry
 (janvier 2025).
Si vous disposez d'ouvrages ou d'articles de référence ou si vous connaissez des sites web de qualité traitant du thème abordé ici, merci de compléter l'article en donnant les références utiles à sa vérifiabilité et en les liant à la section « Notes et références ».
Frank Eulry, né à Perpignan le 28 septembre 1958, fils du peintre André Eulry, est un musicien pianiste, compositeur, arrangeur, orchestrateur, réalisateur artistique et directeur musical français. 
Il se passionne également pour la photographie.

## Compositions, arrangements, réalisations, directions musicales et B.O. de films
- Composition et production de nombreuses musiques pour les media (CDM, KOKA, BAM, MYMA ...) - Frank Eulry 2020-2024
- Album Pascal Assy - Pascal Assy 2022
- Album Midnight Lullaby - Virginia Constantine 2019
- Album Wukong & the Pilgrim Shadows - Collectif 2018
- Album Où sont tes rêves - Lenine Mac Donald 2017
- Album Breizh eo ma bro ! - Bretagne multi-artistes (A.Stivell, Tri Yan, Dan Ar Braz, O. de Kersauson...) 2016-2017
- Tournée Crooneuse Tour Liane Foly 2016-2017
- Album Crooneuse Liane Foly 2015-2016
- Album Alain Souchon & Laurent Voulzy Alain Souchon Laurent Voulzy 2014 -Victoire de la musique 2015 catégorie Album de l'année- disque triple platine-
- Album Joueurs de blues (Best Of) Michel Jonasz 2013
- DVD + Album Live Lys & Love Tour Laurent Voulzy 2013 - DVD de diamant
- Album Adrar inu Idir 2013
- Tournée Lys & Love Laurent Voulzy 2012-2013 - Nomination aux Victoires de la musique 2014 catégorie Tournée de l'année
- Album Lys & Love Laurent Voulzy 2011 - Victoire de la musique 2012 catégorie Chanson de l'année, disque triple platine- disque de l'année RTL
- Single L'esprit grande prairie Eddy Mitchell 2010
- Bande originale du film La Tête en friche (arrangements) 2010
- Concert Recollection au MOMA New York Laurent Voulzy 2009 -Direction musicale
- Album Boa Club Berline 2009
- Album All you need is Travelling Quartet (Anne Gravoin) 2009
- Musique du clip Aung San Suu Kyi Jane Birkin 2008
- Album Enfants d'hiver Jane Birkin 2008
- Album Recollection Laurent Voulzy 2008 -disque double platine-
- Bande originale du film Boxes (composition et arrangements) Jane Birkin 2007 -sélection officielle festival de Cannes-
- DVD Histoires naturelles Tour Nolwenn Leroy 2007
- Tournée Histoires naturelles Nolwenn Leroy 2007
- Tournée La Septième Vague Laurent Voulzy 2006-2007
- Album La Septième Vague Laurent Voulzy 2006 -disque de diamant pour 1 million d'exemplaires vendus- disque de l'année RTL
- Album Le monde où je vais Mario Pelchat 2006
- Album Histoires naturelles Nolwenn Leroy 2005 -disque double platine-
- Single Et puis la terre Collectif ASIE (Patrick Bruel et 60 artistes) en aide aux victimes du Tsunami 2005 -
- Album Romane Serda Romane Serda et Renaud 2004 -disque d'argent-
- Album Paradoxes Thierry Amiel 2003 -disque d'or-
- Album Zanzibar Salvatore Adamo 2002
- Album Les portes du ciel Veronica Antico 2002
- Album Avril Laurent Voulzy 2001 -victoire de la musique, disque double platine-
- Single La Petite Sirène Walt Disney 2000
- Album À la légère Jane Birkin 1998
- Album Jil Caplan Jil Caplan 1996
- Album L'Arbre et le Fruit Jérôme Cotta (Jehro) 1995
- Album A virtual world Spirit 1992
- Single Sweet Soul Buzy 1990
- Single Lunettes noires LNA Noguerra 1988 -générique émission TV Thierry Ardisson-
- Album Cancan Lio 1987
- Bande originale du film Le Scorpion (composition et arrangements) Yves Lavandier 1985